# Eyjólfur ofsi Þorsteinsson
Eyjólfur ofsi Þorsteinsson (apodado el Violento, 1224 - 1255) fue un caudillo y goði de la Islandia medieval, sucesor de Þórður kakali Sighvatsson frente al clan de los Sturlungar. Tuvo su residencia en Hvammr y estaba casado con la hija de Sturla Sighvatsson. Eyjólfur jugó un papel principal en el periodo de la guerra civil de la Mancomunidad Islandesa conocido como Sturlungaöld.
Encabezó un levantamiento armado contra su rival, el jarl Gissur Þorvaldsson, culpable de la muerte de su suegro. Gissur había regresado de Noruega con el favor real de Haakon IV. El 22 de octubre de 1253 atacaron la hacienda de Gissur en Flugumýri, Skagafjörður, prendieron fuego y 25 personas murieron en un cruento episodio conocido como Flugumýrarbrenna.
Eyjólfur murió en la batalla de Þverárfundur el 19 de julio de 1255.